# Su-17
Su-17 (oraz jego wersje eksportowe Su-20 i Su-22; kod NATO „Fitter”) – samolot myśliwsko-bombowy, średniopłat o zmiennej geometrii skrzydeł – kąt skosu regulowany skokowo w zakresie od +28° do +68°, konstrukcja metalowa półskorupowa, podwozie chowane w locie z kółkiem przednim, kabina hermetyzowana z fotelem katapultowym. Zaprojektowany w biurze konstrukcyjnym Pawła Suchoja, produkowany w ZSRR. Wszedł do służby w 1970 roku. Obecnie używany jest przez 5 państw: Polskę, Angolę, Syrię, Wietnam i Jemen.

## Historia i rozwój

### Samoloty doświadczalne
Na początku lat 60 XX w. w biurze konstruktorskim Suchoja podjęto prace nad poprawą właściwości startu i lądowania, oraz udźwigu uzbrojenia samolotu myśliwsko-bombowego Su-7. Wstępne prace zaowocowały wyposażeniem Su-7 w startowe silniki rakietowe i spadochron hamujący, jednak nie przyniosło to wystarczających rezultatów. W roku 1963 rozpoczęły się prace nad samolotem eksperymentalnym S-22I (inaczej Su-7IG). S-22I zachował wszystkie elementy konstrukcyjne Su-7 oprócz skrzydła, które otrzymało ruchome końcówki. Takie rozwiązanie umożliwiło pozostawienie niezmienionej konstrukcji podwozia, a także zapewniło niewielkie przemieszczenie środka parcia aerodynamicznego. S-22I został oblatany 2 sierpnia 1966. Początkowo skrzydło można było ustawiać jedynie w dwóch skrajnych położeniach, później zastosowano układ hydrauliczno-mechaniczny GMP22, który umożliwiał ustawienie skrzydła w dowolnym położeniu między 30° a 63°. Pomimo wzrostu masy skrzydła i mniejszego zapasu paliwa, niż w wyjściowym Su-7, zasięg samolotu zwiększył się, dzięki lepszym własnościom aerodynamicznym.
W 1968 roku zbudowano kolejny prototyp, S-32. W samolocie tym dodano owiewkę łączącą kabinę ze statecznikiem pionowym, zastosowano otwieraną do góry osłonę kabiny pilota, zamiast odsuwanej do tyłu, przebudowano niektóre instalacje oraz zamontowano na każdym skrzydle dwie belki do podwieszania uzbrojenia. Samolot wyposażony był w silnik Lulka AL-7F-1-250 o ciągu 94,1 kN.

### Produkcja seryjna

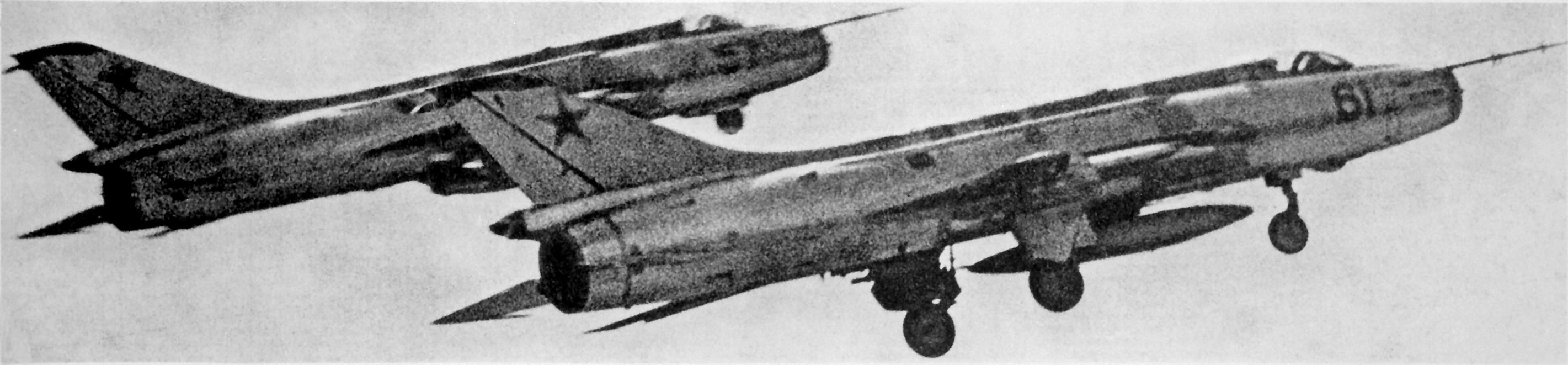
Para radzieckich Su-17 w locie

Pierwszy seryjny egzemplarz S-32 wystartował 1 lipca 1969, a w 1970 roku rozpoczęto produkcję samolotu pod nazwą Su-17. W porównaniu z prototypem, wariant seryjny został doposażony w autopilota, uzbrojenie strzeleckie, a także zyskał możliwość przenoszenia kierowanego pocisku rakietowego Ch-23. Wyposażenie samolotu stanowił radiodalmierz SRD-5, celownik ASP-5, system lądowania przyrządowego RSBN-2S i stacja ostrzegawcza Syrena. Generalnie większość wyposażenia pochodziła z Su-7. Wyprodukowano jedynie kilkadziesiąt egzemplarzy tej wersji.
W 1972 roku rozpoczęła się produkcja wariantu Su-17M. Zyskał on nowy silnik Lulka AL-21F3 o ciągu 109,8 kN z dopalaniem. Silnik ten był także mniejszy i lżejszy od poprzednika (Tumański R-29), oraz cechował się mniejszym jednostkowym zużyciem paliwa. Ponadto zastosowano cztery podkadłubowe punkty podwieszeń w miejscu dotychczasowych dwóch. Mniejszy silnik umożliwił zwiększenie pojemności wewnętrznych zbiorników paliwa, dzięki czemu zasięg samolotu wzrósł o 60–80% w stosunku do Su-17. Z kadłuba samolotu zniknęły także charakterystyczne dla Su-7 pręgi. Wyposażenie samolotu uzupełniono o system radionawigacji RSBN-5S. W latach 1973–1974 na Su-17M testowano nowe modele uzbrojenia rakietowego: Ch-25, Ch-29 i Ch-28, które z czasem weszły do uzbrojenia kolejnych wersji tego samolotu. W toku użytkowania przystosowano Su-17M do przenoszenia zasobników rozpoznawczych, a w 1974 umożliwiono przenoszenie zasobnika z laserową stacją podświetlania celów Prożektor, która służyła do naprowadzania pocisków Ch-25 i Ch-29. Opracowano także wersję eksportową, oznaczoną Su-20, która od pierwowzoru różniła się uproszczonym wyposażeniem i brakiem niektórych typów uzbrojenia. Wariant ten wszedł na uzbrojenie m.in. Polski, Algierii, Egiptu, Syrii i Iraku. Su-17M i Su-20 były produkowane w КнААПО w latach 1972–1975.
Główną bolączką Su-17M było ubogie wyposażenie awioniczne i brak zaawansowanego uzbrojenia kierowanego klasy powietrze-ziemia. Niedostatki te miały być usunięte w wersji Su-17M2, której produkcja rozpoczęła się w roku 1975. Wyposażenie tej wersji wzbogacono o dalmierz laserowy Fon-1400, nowy celownik ASP-17, dopplerowski miernik prędkości i kąta znoszenia DISS-7, bezwładnościowy system kursu i pionu IKW-8 i system radionawigacji bliskiego zasięgu RSBN-6S. Przód kadłuba został wydłużony o 200 mm. Wersja eksportowa Su-17M2 została oznaczona Su-22. Samoloty tej wersji były eksportowane do Iraku, Peru, Libii, Jemenu i Angoli. Samoloty eksporotwe zyskały także możliwość przenoszenia kierowanych pocisków rakietowych K-13
W 1976 roku rozpoczęła się produkcja samolotu szkolno-treningowego Su-17UM. Wersja ta, oprócz zdwojonej kabiny charakteryzowała się opuszczonym dla poprawienia widoczności przodem kadłuba, co nadawało samolotowi charakterystyczną garbatą sylwetkę. Wyniki prób okazały się na tyle dobre, że nową konstrukcję kadłuba zastosowano również w samolotach bojowych, począwszy od wariantu Su-17M3.
Produkcja seryjna Su-17M3 rozpoczęła się w 1976 roku. Samolot został wyposażony w nowy fotel katapultowy K-36DM, zapas paliwa zwiększył się o 260 kg. Dzięki modyfikacji kadłuba, kabina pilota stała się szersza i wygodniejsza. Dalmierz laserowy Fon zamieniono na stację laserową Klon, która pełni funkcję dalmierza, ale również podświetla cele dla rakiet i bomb naprowadzanych laserowo. W skład uzbrojenia Su-17M3 weszły wszystkie radzieckie taktyczne rakiety kierowane powietrze-ziemia. Su-17M3 został wyposażony w system nawigacyjny KN-23 łączący w całość systemy RSBN-6S, DISS-7, IKW-8 i system sygnałów powietrznych SWS. KN-23 umożliwia automatyczne prowadzenie samolotu po zaprogramowanej trasie i sprowadzenie samolotu do lądowania do wysokości 50 m nad lotnisko zaprogramowane, lub dowolne posiadające odpowiednie urządzenia. Produkowano także wersję eksportową, oznaczoną Su-22M, oraz szkolną, oznaczoną Su-17UM3.
W 1978 roku ukończono prace nad kolejnym wariantem, oznaczonym Su-17M4 (wersja eksportowa została oznaczona Su-22M4). Samolot został wyposażony w radiowy system dalekiej nawigacji RSDN-10, oraz system nawigacyjno-celowniczy PrNK-54 z komputerem Orbita-20-22 umożliwiający automatyczne wyprowadzenie samolotu nad cel i zrzut bomb bez konieczności kontaktu wzrokowego pilota z celem. W trakcie prac nad samolotem stwierdzono, że zanikła jego funkcja myśliwska, w związku z czym zrezygnowano z regulowanych wlotów powietrza i ograniczono prędkość samolotu do 1,75 Ma. Samolot był produkowany w latach 1980–1990 i eksportowany m.in. do Polski, Czechosłowacji, NRD i Afganistanu

## Wykorzystanie bojowe

### Wojna w Afganistanie
W trakcie radzieckiej interwencji w Afganistanie Su-17 był wykorzystywany zarówno przez Radzieckie Siły Powietrzne, jak i przez rządowe wojska afgańskie.
Wysoko położone lotniska, gorący klimat i duże zapylenie powodowały różne problemy eksploatacyjne. Rozbieg i dobieg samolotu był półtorakrotnie dłuższy, niż normalnie, lądowania często kończyły się przebiciem opon, lub zapłonem hamulców. Częste były awarie awioniki. Silnik natomiast okazał się odporny zarówno na pył zasysany z powietrzem, jak i na zanieczyszczone pyłem paliwo. W 1985 roku poziom gotowości bojowej floty Su-17 przewyższał poziom gotowości bojowej Su-25 i helikopterów. Samolot okazał się słabo przystosowany do realiów wojny w Afganistanie, ze względu na wysokie prędkości podczas ataku, niską zwrotność i konieczność operowania poza zasięgiem artylerii przeciwlotniczej.
Pojawienie się w rękach Mudżahedinów przenośnych przeciwlotniczych zestawów rakietowych zmusiło Su-17 do operowania na jeszcze większych wysokościach. W toku działań Su-17 zostały wyposażone w automatyczne wyrzutnie pułapek termicznych. Ten fakt, oraz ulepszona taktyka użycia, sprawiły, że w 1985 roku został zestrzelony tylko jeden sowiecki Su-17.
Su-17 działały na wysokości 3,5–4 km, używając głównie uzbrojenia bombowego, podczas gdy precyzyjne uderzenia były wykonywane przez Su-25.

### Pierwsza wojna czeczeńska
Su-17M3 i Su-17M4 wykorzystywane były w trakcie pierwszej wojny czeczeńskiej do zadań rozpoznawczych i uderzeniowych.

### Angola
W latach 1982–1983 Angola otrzymała 12 Su-22. Samoloty te zostały użyte w walkach przeciwko UNITA. Jeden został prawdopodobnie zestrzelony w 1987 roku, kolejny został zestrzelony 6 listopada 1994 podczas ataku na Huambo.

### Libia

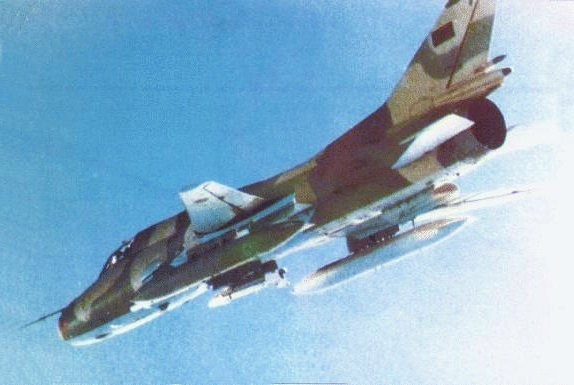
Su-22M-3K lotnictwa Libii

Dwa libijskie Su-22M Fitter-J zostały zestrzelone przez dwa F-14 US Navy w wyniku incydentu w zatoce Wielka Syrta. Zdarzenie miało miejsce 19 sierpnia 1981. Jeden z Su-22M odpalił (prawdopodobnie przypadkowo) rakietę K-13 w kierunku jednego z F-14 z odległości ok. 300 m. Obydwa Su-22M zostały zestrzelone rakietami AIM-9 Sidewinder
Do połowy marca 2011 Su-22 były również wykorzystywane przez libijskich lojalistów w walkach z rebeliantami

### Irak
Irackie Su-20 i Su-22 były wykorzystywane w trakcie wojny iracko-irańskiej w latach 1980–1988. 23 zostały zestrzelone przez irańskie F-14 a kolejne 18 przez F-4.
W trakcie pierwszej wojny w Zatoce Perskiej, dwa Su-20 zostały zestrzelone przez myśliwce F-15 należące do USAF. Znaczna część irackich Su-20 i Su-22 została zniszczona na ziemi, bądź ewakuowana do Iranu. Kolejne dwa zostały zestrzelone 15 i 22 marca 1991 podczas operacji Provide Comfort mającej na celu ochronę kurdyjskich uchodźców.

### Syria
Siły Powietrzne Syrii wykorzystują Su-22 w działaniach w ramach wojny domowej. Dziesięć z nich zostało przekazanych przez Iran już w trakcie konfliktu. 18 czerwca 2017 roku jeden syryjski Su-22 został strącony przez amerykańskiego Super Horneta.

## Su 20 w Polsce

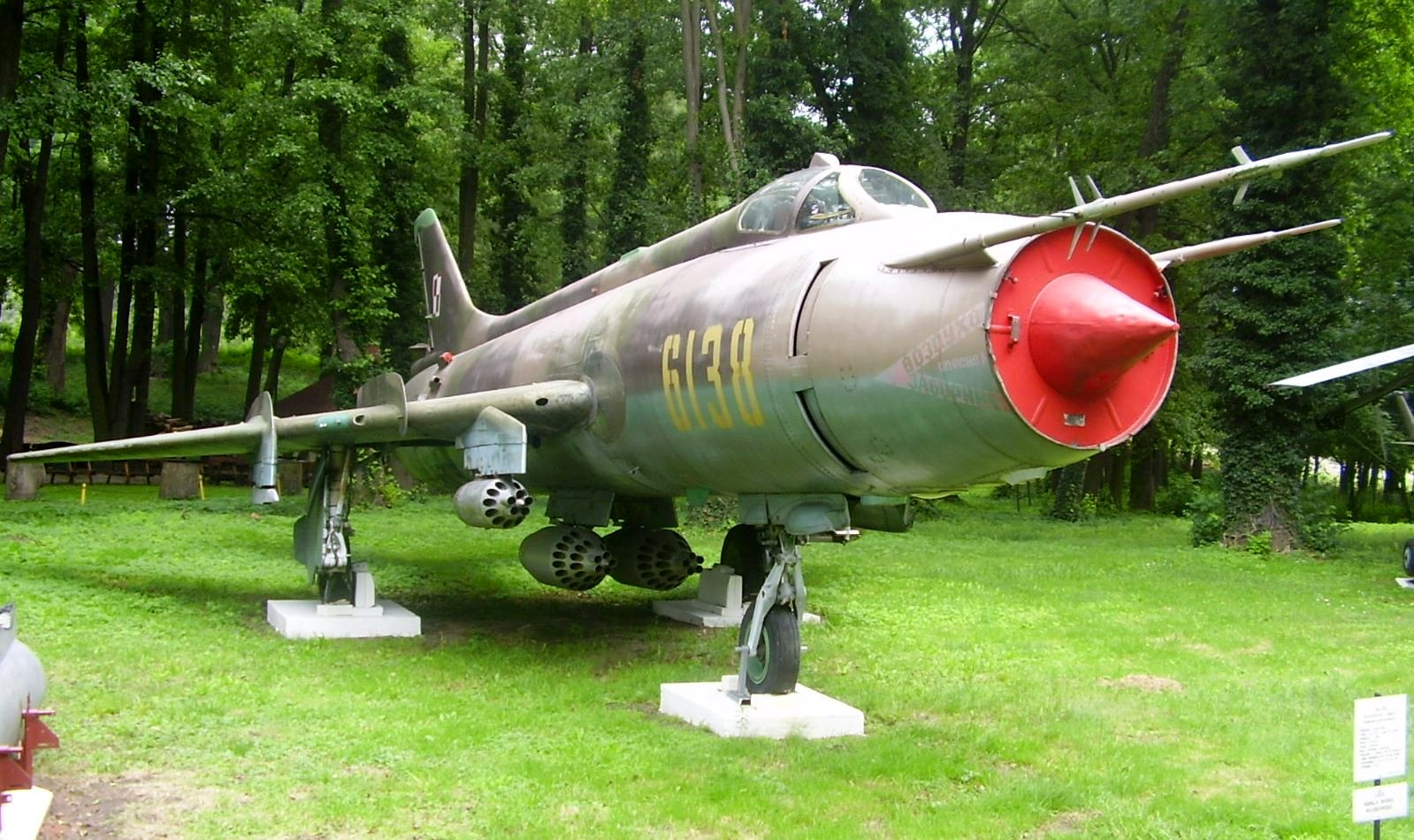
Su-20

Pierwszą i jedyną jednostką Wojska Polskiego, która została wyposażona w Su 20, była 7 Brygada Lotnictwa Bombowo-Rozpoznawczego w Powidzu. Wskutek zmian struktury wojsk lotniczych, brygada później była przeformowana w pułk, a następnie w eskadrę, jednak macierzystą bazą Su-20 był zawsze Powidz. Pierwsze 6 egzemplarzy Su-20 trafiło do Polski w 1974 roku. 22 lipca tegoż roku zostały zaprezentowane na defiladzie w Warszawie z okazji XXX-lecia PRL. Reszta dotarła w 1976 roku. Polsce dostarczono ogółem 27 egzemplarzy, w tym kilka w wersji rozpoznawczej. 27. samolot otrzymano jako rekompensatę za samolot utracony. Używane były do lutego 1997 roku. Polskie lotnictwo było jedynym, poza krajem producenta, użytkownikiem samolotu w Układzie Warszawskim. Obecnie 13 samolotów pełni rolę eksponatów ustawionych na terenie jednostek wojskowych, w miejscach publicznych i krajowych muzeach.

## Su-22 w Polsce

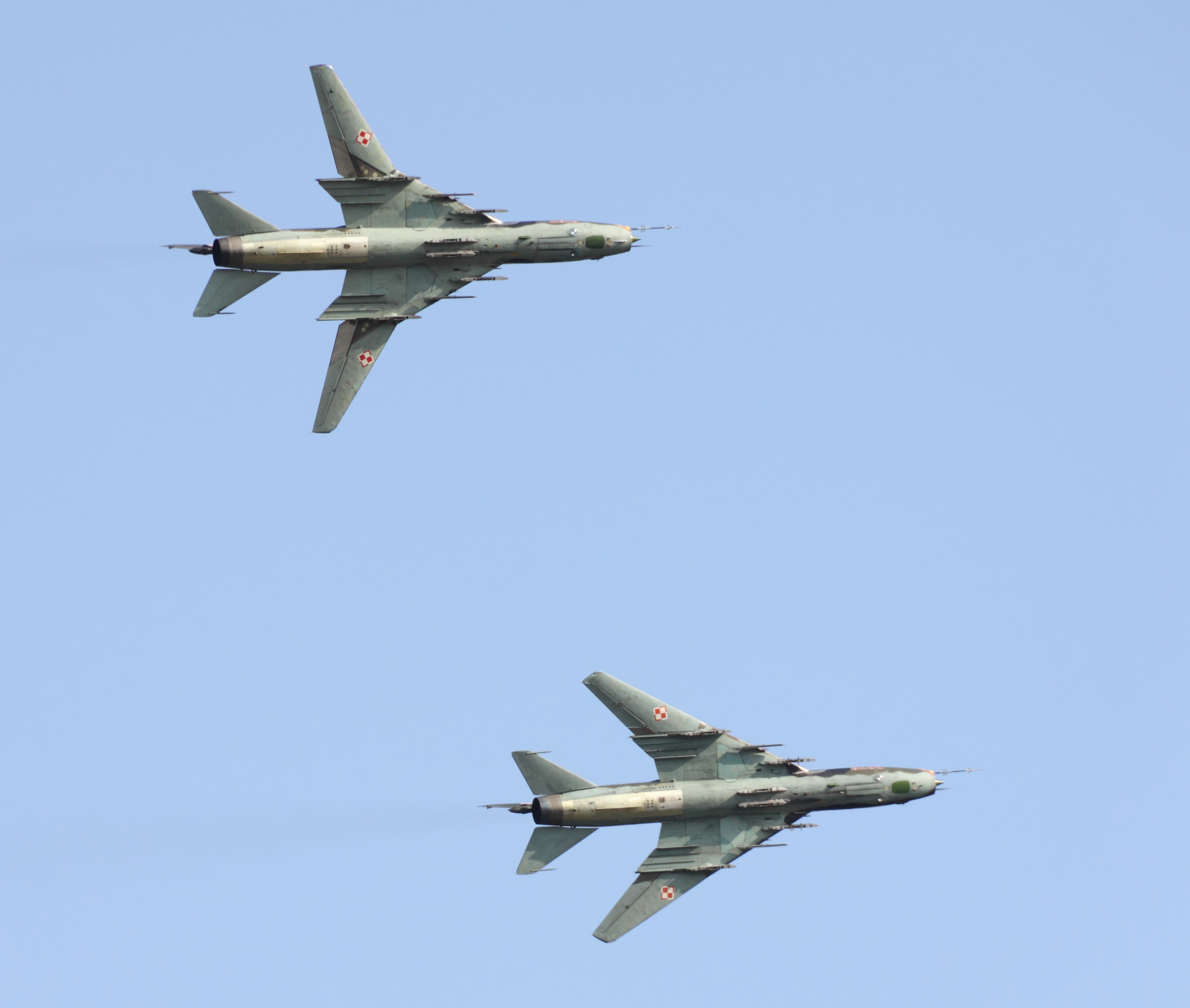
Su-22 w locie

Na przełomie lat 80 XX w. i 90 XX w., Polska zakupiła 90 maszyn operacyjnych w wersji Su-22M4 oraz 20 maszyn szkolno-bojowych w wersji Su-22UM3K. Pierwszy Su-22 (wersja M4, numer 3005) wylądował w Polsce 28 sierpnia 1984 roku.
W latach 90 XX w. polskie Su-22 nie przechodziły istotniejszej modernizacji, jedynie doposażono je w nowe systemy nawigacyjne i zwiększające bezpieczeństwo lotów (lampy antykolizyjne, odbiorniki systemów TACAN i VOR/ILS, odbiornik cywilnego systemu GPS Trimble, transponder systemu identyfikacji swój-obcy Supraśl).
Aktualnie jedynym miejscem stacjonowania Su-22 jest 21 Baza Lotnictwa Taktycznego w Świdwinie. W 2012 roku Ministerstwo Obrony Narodowej ogłosiło, że zostaną one wycofane ze służby do 2014 roku. W czerwcu 2012 roku, MON przedstawiło swoje plany: zamiast samolotów załogowych, w miejsce Su-22 wprowadzone zostaną UCAV. Planowana ich liczba to 30 jednostek.
Ponad połowę ze 110 Su-22 wycofano w latach 1999–2005. W 1999 roku stan tych maszyn wynosił 98 sztuk jedno- i dwumiejscowych. 19 sierpnia 2003 doszło do omyłkowego zestrzelenia samolotu (nr. boczny 9307) nad poligonem w Ustce przez zestaw 2K11 Krug. W 2005 roku stan tych maszyn to już tylko 48 sztuk, a w 2012 roku – 32. W lutym 2014 roku Minister Obrony Narodowej Tomasz Siemoniak obwieścił, że samoloty Su-22 pozostaną na wyposażeniu Sił Powietrznych dłużej, niż wcześniej planowano. Podjęto decyzję o modernizacji 18 samolotów (w tym sześciu dwumiejscowych) w WZL-2 w Bydgoszczy, tak aby umożliwić i pełnienie służby przez kolejne dziesięć lat.
Decyzja o pozostawieniu ich w służbie spowodowana jest odłożeniem w czasie zakupu nowego samolotu szturmowego dla Sił Powietrznych. Ostatecznie podjęto decyzję o weryfikacji stanu technicznego i remoncie 12 jednomiejscowych Su-22M4 i 4-6 Su-22UM3K, co przedłuży ich służbę o dalsze 10 lat. Umowę na remont pierwszych sześciu w WZL-2 w Bydgoszczy zawarto 9 lutego 2015. Z przyczyn ekonomicznych nie zdecydowano się na modernizację samolotów, oprócz instalacji dodatkowej radiostacji RS-6113-2 C2M produkcji Unimor Radmor z anteną płetwową na grzbiecie oraz zmiany rosyjskich opisów przyrządów na standardowe w NATO anglosaskie. Remontowane samoloty ponadto otrzymują nowe malowanie kamuflażowe w odcieniach szarości. Nieremontowane samoloty mają być wycofane do 2018 roku. Obecnie samoloty Su-22 są już przestarzałe, nie dysponując środkami bojowymi pozwalającymi na precyzyjne rażenie celów naziemnych, oraz nowoczesnymi systemami samoobrony.
W 2025 r. samoloty Su-22 zostały oficjalnie wycofane ze służby w polskich Siłach Powietrznych. Ich ostatni, pożegnalny pokaz został zaplanowany na Radom Air Show 2025 (30-31 sierpnia).

## Wersje samolotu
W 1966 roku powstało rozwinięcie samolotu Su-7B. Prototyp otrzymał oznaczenie Su-7IB. Od Su-7B różnił się zmienną geometrią skrzydeł.
- Su-17 – wersja produkcyjna przejściowa (1970-1973) od prototypu różniła się przeprojektowanym przodem. Był to jednomiejscowy samolot szturmowo-bombowy. Napęd stanowił silnik Saturn/Lulka AI-21F3 (6670/9420 daN) – kilka pierwszych egzemplarzy posiadało silnik AI-7F1. Uzbrojenie przenoszono na ośmiu pylonach pod kadłubem i stałą częścią płata.
- Su-17M – wersja docelowa (1973-1975) z silnikiem AL-21F3 (7650/10990 daN). Zwiększony zapas paliwa, zbiorniki dodatkowe 2x 1150 dm³, 2x 800 dm³, kpr H-23 (z Delta-NG) i R-3S/R-13M. Od Su-17 różniły ją dodatkowe grzebienie na grzbiecie skrzydła.
- Su-17R – rozpoznawcza wersja Su-17M
- Su-17M2 i Su-17M2D – zmodyfikowany Su-17M o przedłużonym przodzie kadłuba. Była to pierwsza wersja z laserowym dalmierzem w stożku.
- Su-17UM – szkolno-treningowa wersja dwumiejscowa.
- Su-17UM3 – szkolno-treningowa wersja dwumiejscowa Su-17M3 o zmienionych sterach wysokości i wymontowanym jednym z dwóch stałych działek kal. 30 mm
- Su-17M3 – kolejna wersja z obniżonym przodem kadłuba i nowocześniejszą awioniką.
- Su-17M4 – jednomiejscowa wersja ze zintegrowanym systemem nawigacyjno-celowniczym i nieregulowanym wlotem powietrza.
- Su-20 – wersja eksportowa Su-17M/M2 Używana kiedyś m.in. przez Wojsko Polskie, obecnie wycofana ze służby.
- Su-20U – eksportowa wersja Su-17UM
- Su-20R – eksportowa wersja Su-17R
- Su-22M – eksportowa wersja Su-17M3
- Su-22UM2K – dwumiejscowa wersja szkolno-bojowa będąca modyfikacją Su-17M2, bez urządzeń radiolokacyjnych w stożku i lewego działka
- Su-22UM3K – eksportowa wersja Su-17UM3
- Su-22M3 – wersja Su-17M3 o zwiększonej pojemności zbiorników paliwa (do 6270 l)
- Su-22M4 – eksportowa wersja Su-17M4
- Su-22M5 – rozważana modyfikacja w kooperacji francusko-rosyjskiej

## Dane lotno-taktyczne

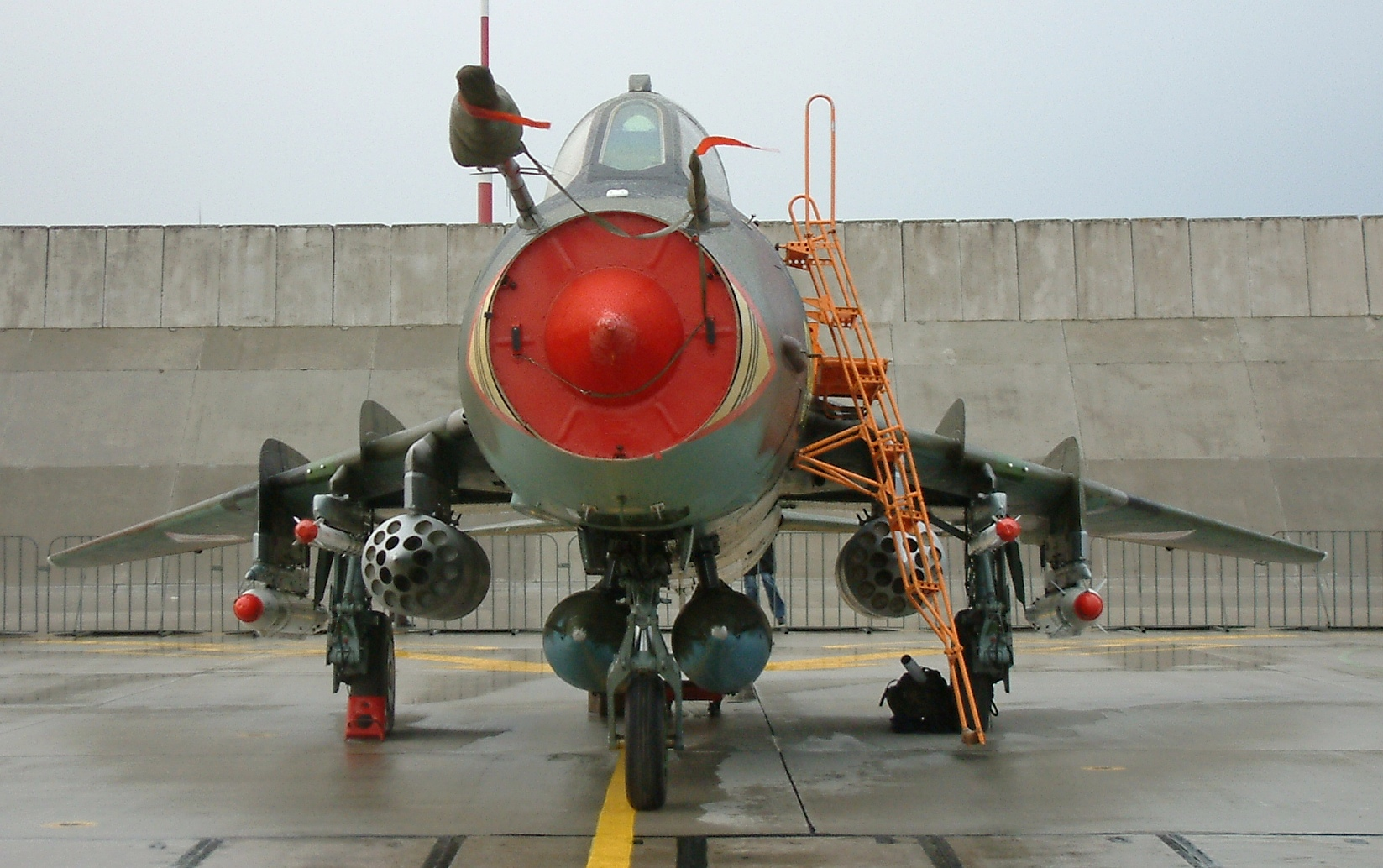
Su-22M3K w barwach 7 Eskadry Lotnictwa Taktycznego

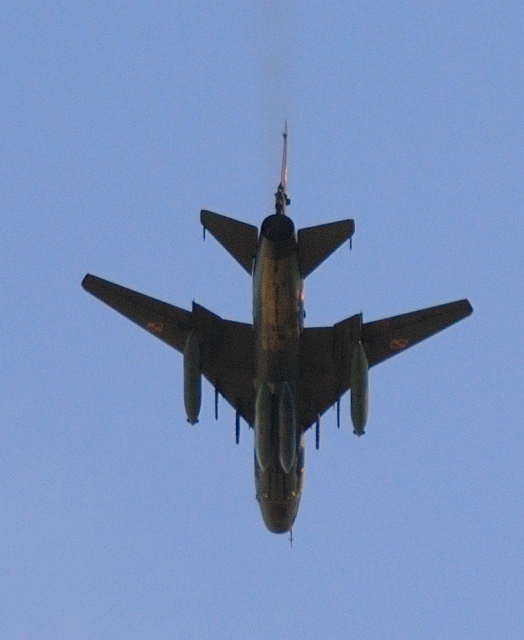
Su-22 w locie

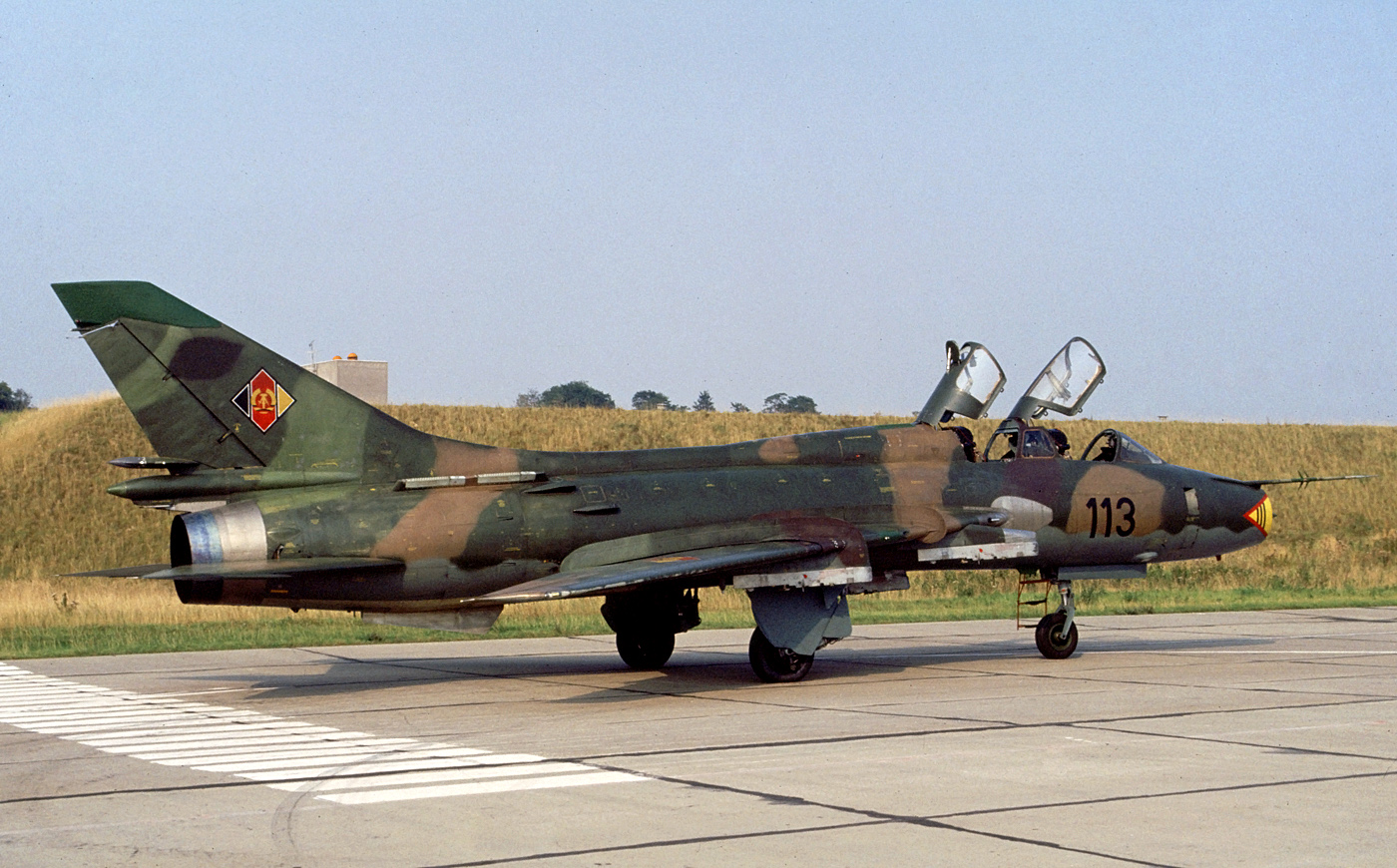
Dwumiejscowy Su-22 lotnictwa Sił Zbrojnych NRD

| Su-22M4                                                                          |                 |              |
| Wyszczególnienie                                                                 | Jednostka miary | Parametry    |
| Dane ogólne                                                                      |                 |              |
| Długość samolotu w linii lotu:                                                   |                 |              |
| – bez wysięgnika                                                                 | m               | 17,341       |
| – z wysięgnikiem                                                                 | m               | 19,026       |
| Wysokość samolotu                                                                | m               | 5,129        |
| Rozstaw kół                                                                      | m               | 3,830        |
| Baza podwozia                                                                    | m               | 5,247        |
| Wymiary ogumienia kół                                                            | mm              | 880x230      |
| Wymiary ogumienia koła                                                           | mm              | 660x200      |
| Kąt postojowy samolotu                                                           | °               | 1°90′        |
| Skrzydło                                                                         |                 |              |
| Powierzchnia skrzydła przy kącie skosu λ=63°                                     | m²              | 34,150       |
| Rozpiętość skrzydła przy kącie skosu λ=63° i z uwzględnieniem kąta wzniosu V=-3° | m               | 10,025       |
| Powierzchnia skrzydła przy kącie skosu λ=30°                                     | m²              | 38,490       |
| Rozpiętość skrzydła przy kącie skosu λ=30° i z uwzględnieniem kąta wzniosu V=-3° | m               | 13,680       |
| Średnia cięciwa aerodynamiczna                                                   | m               | 4,157        |
| Cięciwa nasady (w osi symetrii)                                                  | m               | 5,856        |
| Cięciwa końcowa (przy kącie skosu λ=63°)                                         | m               | 1,302        |
| Kąt wzniosu skrzydła V                                                           | °               | -3°00′       |
| Kąt zaklinowania skrzydła                                                        | °               | +1°00′       |
| Zwichrzenie geometryczne                                                         | °               | 0°00′        |
| Wydłużenie:                                                                      |                 |              |
| – przy λ=63°                                                                     |                 | 2,69         |
| – przy λ=30°                                                                     |                 | 4,88         |
| Zbieżność:                                                                       |                 |              |
| – przy λ=63°                                                                     |                 | 4,5          |
| – przy λ=30°                                                                     |                 | 8,95         |
| Powierzchnia slotów                                                              | m²              | 1,8          |
| Kąt wysunięcia slotów                                                            | °               | 10°00′       |
| Lotki                                                                            |                 |              |
| Powierzchnia                                                                     | m²              | 1,810        |
| Kąt wychylenia:                                                                  |                 |              |
| – przy λ=63°                                                                     | °               | +21°         |
| – przy λ=63°                                                                     | °               | -15°         |
| – przy λ=30°                                                                     | °               | +22°         |
| – przy λ=30°                                                                     | °               | -22°         |
| Powierzchnia kompensacji obu lotek                                               | m²              | 0,522        |
| Klapy                                                                            |                 |              |
| Rodzaj klap:                                                                     |                 |              |
| – na nieruchomych częściach skrzydła                                             |                 | wysuwane     |
| – na ruchomych częściach skrzydła                                                |                 | wychylane    |
| Powierzchnia klap:                                                               |                 |              |
| – na nieruchomych częściach skrzydła                                             | m²              | 1,910        |
| – na ruchomych częściach skrzydła                                                | m²              | 1,998        |
| Kąt wychylenia                                                                   | °               | 25°00′       |
| Kadłub                                                                           |                 |              |
| Średnica maksymalna                                                              | m               | 1,550        |
| Długość                                                                          | m               | 15,572       |
| Hamulce aerodynamiczne                                                           |                 |              |
| Powierzchnia czterech hamulców aerodynamicznych                                  | m²              | 1,32         |
| Kąt wychylenia                                                                   | °               | 50°00′       |
| Statecznik poziomy                                                               |                 |              |
| Powierzchnia (opływowa)                                                          | m²              | 5,58         |
| Powierzchnia względna (opływowa)                                                 | %               | 16,1         |
| Rozpiętość                                                                       | m               | 4,646        |
| Kąt skosu na 1/4 cięciwy                                                         | °               | 55°00′       |
| Wydłużenie                                                                       |                 | 1,91         |
| Zbieżność                                                                        |                 | 3,6          |
| Kąt wzniosu V                                                                    | °               | 0°00′        |
| Profil                                                                           |                 | CAGI S-11s-6 |
| Współczynnik momentu statycznego                                                 |                 | 0,237        |
| Kąt wychylenia …                                                                 | °               | +11°90′      |
| Kąt wychylenia …                                                                 | °               | -26°30′      |
| Kąt zaklinowania                                                                 | °               | -5°00′       |
| Statecznik pionowy i ster kierunku                                               |                 |              |
| Powierzchnia (opływowa)                                                          | m²              | 5,535        |
| Powierzchnia względna (opływowa)                                                 | %               | 15,9         |
| Kąt skosu na 1/4 cięciwy                                                         | °               | 55°00′       |
| Profil                                                                           |                 | CAGI S-11s-7 |
| Współczynnik momentu statycznego                                                 |                 | 0,086        |
| Powierzchnia steru kierunku                                                      | m²              | 0,924        |
| Kąt wychylenia steru kierunku                                                    | °               | +25°00′      |
| Kąt wychylenia steru kierunku                                                    | °               | -25°00′      |
| Powierzchnia kompensacyjna steru kierunku                                        | m²              | 0,396        |

## W muzeach

### Su-20
Samoloty Su-20 są eksponowane w następujących muzeach:
- Muzeum Sił Powietrznych w Dęblinie –
  - Su-20 nr taktyczny 6255, nr seryjny 76305, samolot był częścią Wystawy sprzętu lotniczego i wojskowego w Łodzi
  - Su-20 nr taktyczny 6265, nr seryjny 74415
- Lubuskie Muzeum Wojskowe w Drzonowie – Su-20 nr taktyczny 6138, nr seryjny 74928
- Muzeum Uzbrojenia w Poznaniu – Su-20 nr taktyczny 4245, nr seryjny 6605
- Muzeum Lotnictwa Polskiego w Krakowie –
  - Su-20 nr taktyczny 4242, nr seryjny 6602
  - Su-20 nr taktyczny 6250, nr seryjny 74210
  - kabina Su-20 nr taktyczny 4244, nr seryjny 6604
- Muzeum Wojska Polskiego w Warszawie
  - Su-20 nr taktyczny 6131, nr seryjny 76301
  - Su-20 nr taktyczny 6252, nr seryjny 76302 (na zapleczu, rozłożony)

### Su-22
Samoloty Su-22 są eksponowane w następujących muzeach:
- Muzeum Sił Powietrznych w Dęblinie – Su-22UM3K nr taktyczny 201 – „szkolny”
- Lubuskie Muzeum Wojskowe w Drzonowie – Su-22M4 nr taktyczny 8511, nr seryjny 28511
- Muzeum Lotnictwa Polskiego w Krakowie
  - Su-22M4 nr taktyczny 3005, nr seryjny 23005 – pierwszy samolot Su-22M4 przyjęty do służby w WP
  - Su-22M4 nr taktyczny 3305, nr seryjny 30305
  - Su-22UM3K nr taktyczny 304, nr seryjny 68304 – pierwszy samolot Su-22UM3K przyjęty do służby w WP
- Muzeum Wojska Polskiego w Warszawie
  - Park plenerowy przed siedzibą główną
    - Su-22M4 nr taktyczny 8512, nr seryjny 2812

  - Muzeum Polskiej Techniki Wojskowej
  - Su-22UM3K nr taktyczny 506, nr seryjny 17532368506
  - Su-22M4 nr taktyczny 4606, nr seryjny 2406 (na zapleczu, rozłożony)
- Muzeum Broni i Militariów w Witoszowie Dolnym – Su-22M4, nr taktyczny 8207, nr seryjny 28207
- Muzeum Oręża Polskiego w Kołobrzegu ekspozycja plenerowa przy E. Gierczak 5 – SU-22M4 nr taktyczny 7308
- Pilskie Muzeum Wojskowe w Pile – Su-22M4 nr taktyczny 3620, nr seryjny 23620
- Kampus Piotrowo, Politechnika Poznańska w Poznaniu – Su-22M4, nr boczny 4604 (pochodzi z 1984 r., służył najpierw w 6 Pułku Lotnictwa Myśliwsko – Bombowego w Pile, później w 8 Eskadrze Lotnictwa Taktycznego w Mirosławcu)
- Wojskowe Zakłady Lotnicze nr 2 w Bydgoszczy, ulica Szubińska 107 – Su-22M4 nr taktyczny 2028 (od połowy lipca 2020)[22]
- Lotnisko Krosno w województwie podkarpackim – Su-22M4 nr taktyczny 7003, nr seryjny 27003

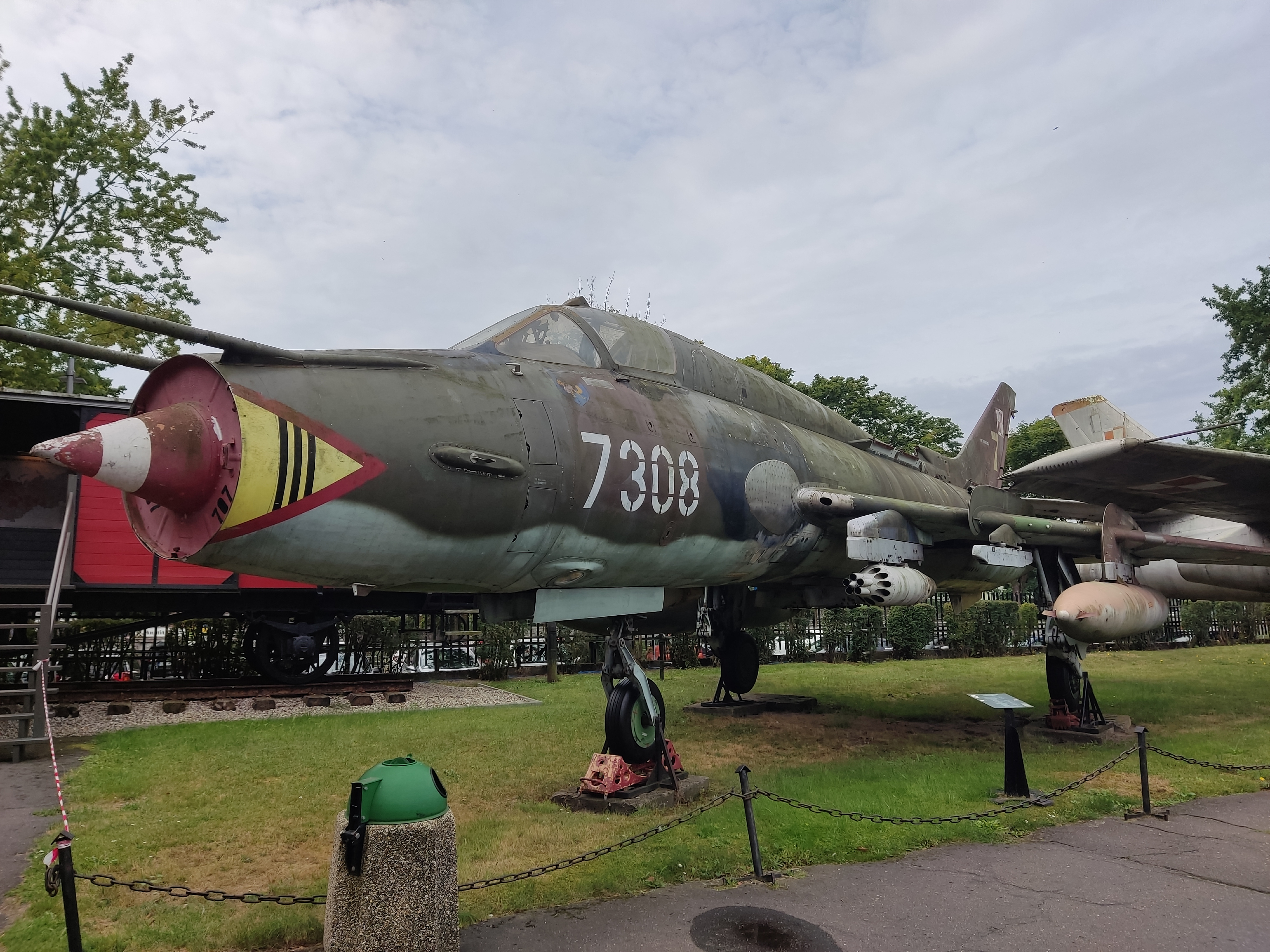
Su-22, zbiory Muzeum Oręża Polskiego w Kołobrzegu